# Novi Skucani
Novi Skucani falu Horvátországban Belovár-Bilogora megyében. Közigazgatásilag Kapelához tartozik.

## Fekvése
Belovártól légvonalban 5, közúton 6 km-re északra, községközpontjától légvonalban 5, közúton 6 km-re délre, Belovár és Stari Skucani között, a 28-as számú főút kereszteződésében fekszik.

## Története
A település csak a 20. század első felében keletkezett Skucani déli határában. Lakosságát 1948-ban számlálták meg először önállóan, akkor 111-en lakták. A környező településekkel ellentétben és a megyeszékhely közelségének köszönhetően azóta a lakosság száma fokozatosan növekszik. 1991-től a független Horvátország része. 1991-ben lakosságának 92%-a horvát nemzetiségű volt. 2011-ben a településnek 196 lakosa volt.

## Lakossága
| Lakosság változása | Lakosság változása | Lakosság változása | Lakosság változása | Lakosság változása | Lakosság változása | Lakosság változása | Lakosság változása | Lakosság változása | Lakosság változása | Lakosság változása | Lakosság változása | Lakosság változása | Lakosság változása | Lakosság változása | Lakosság változása |
| ------------------ | ------------------ | ------------------ | ------------------ | ------------------ | ------------------ | ------------------ | ------------------ | ------------------ | ------------------ | ------------------ | ------------------ | ------------------ | ------------------ | ------------------ | ------------------ |
| 1857               | 1869               | 1880               | 1890               | 1900               | 1910               | 1921               | 1931               | 1948               | 1953               | 1961               | 1971               | 1981               | 1991               | 2001               | 2011               |
| 0                  | 0                  | 0                  | 0                  | 0                  | 0                  | 0                  | 0                  | 111                | 131                | 145                | 165                | 182                | 219                | 202                | 196                |